# Рудники Хомонхон
Рудники Хомонхон — гірничодобувні підприємства, які здійснювали чи здійснюють видобуток хромітових та нікелевих руд на острові Хомонхон, що лежить у Філіппінському морі на вході до затоки Лейте (Хомонхон відомий передусім тим, що тут здійснив свою першу висадку на Філіппінах Магеллан під час його подорожі навколо світу).
Першою за гірничі роботи на Хомонхоні узялась Heritage Resources and Mining Corp. (HRMC), що отримала 25-річну ліцензію площу 3714 гектарів та 1983-го почала видобуток хромітів. Оскільки руди залягають у приповерхневій зоні, розробку провадили відкритим способом зі створенням кар'єрів глибиною 7—12 метрів. Станом на 2004 рік HRMC продовжувала роботи, при цьому вони охоплювали площу лише 100 гектарів.
У 2009-му нову ліцензію, що охоплювала більшість східної частини острова та мала площу 3516 гектарів, отримала китайська Camabayas Mining Corporation (CMC). Надалі вона розділила цю ліцензію на дві частини, оформлені на Chromiteking (східний сектор площею 1500 гектарів) і Nickelace (західний сектор площею 2016 гектарів, де планувався видобуток нікелевих руд). Останні своєю чергою в певний момент уклали угоди з інвесторами, що виступають операторами робіт:
- Chromiteking з компанією Tech Iron Mineral Resources (38 % акцій цієї компанії ймовірно належать швейцарській Solway Investment Group, що була створена вихідцями з Росії та, зокрема, володіла українським Побузьким феронікелевим комбінатом). На цій ділянці організували видобуток хромітів, при цьому відомо, що в 2014-му виробили 36 тисяч тонн концентрату, в 2015-му 12 тисяч тонн та в 2016-му 29 тисяч тонн (можливо відзначити, що у звіті Tech Iron йдеться про початок видобутку в грудні 2015-го);
- Nickelace з компаніями Verum Terra Geosciences та Global Min-Met Resources, при цьому станом на 2016 рік розробка ділянки Nickelace ще не починалась. Втім, як засвідчують дані геоінформаційних систем, станом на першу половину 2020-х тут уже велась активна розробка кар'єрів.
Невдовзі ще 2 ліцензії видали на роботу в центральній частині Хомонхона:
- у 2011-му Mt. Sinai Mining and Development Corporation площею 510 гектарів. Ця компанія узялась за видобуток хромітів, проте згорнула всі роботи після тайфуну Хайян (на Філіппінах був відомий як «Йоланда»), що на початку листопада 2013-го завдав великих збитків регіону (при цьому найбільш постраждалим містом виявився Таклобан на острові Лейте лише за сотню кілометрів від Хомонхона). У 2024 році у відповідь на податкові претензії, висунуті всім компаніям з ліцензіями на Хомонхоні, представник Mt. Sinai Mining наголосив, що компанія завершила роботи в 2013-му та не несе більше зобов'язань;
- у 2015-му Emir Mineral Resources площею 279 гектарів. Компанія узялась за видобуток нікелевих руд та в 2016-му вилучила 706 тисяч тонн, при цьому вже у серпні 2016-го урядова агенція у сфері гірничої промисловості призупинила діяльність Emir Mineral Resources через порушення умов ліцензії та вимог законодавства. Втім, Emir Mineral не полишила проєкт, зокрема, у відповідності до звіту про зайнятість станом на 2023-й вона мала на Хомонхоні 419 робітників.
У 2021-му на Хомонхоні видобули 19 тисяч тонн хромітів та 605 тисяч тонн нікелевої руди. У 2022-му повідомили про експорт до Китаю 26 тисяч тонн хромітів.
Хромітовий концентрат відправляють через розташовану на південно-східному узбережжі острова пристань Кантіладо. Завдяки одному з повідомлень від 2020 року відомо, що сюди збиралось підійти судно дедвейтом 9,4 тисячі тонн, що повинно було забрати 7 тисяч тонн хромітів.
Для ділянки Nickelace обрали схему відвантаження нікелевих руд на баржах вантажопідйомністю 2 тисячі тонн, з яких у морі мало відбуватись перевантаження на балкери, здатні перевозити 55 тисяч тонн.
Можливо також відзначити, що довготривалою проблемою для робіт на Хомонхоні стали протести частини мешканців острова (підтримані католицькою церквою), які не бажали розвитку тут гірничої промисловості.